# Julien Bardakoff
Julien Bardakoff, né à Paris en 1974, est un traducteur et adaptateur français, employé notamment par Nintendo, Marathon Media et Ubisoft. Il est le traducteur original des deux premières générations de la franchise Pokémon,,. Il travaille aussi sur de nombreuses autres licences comme The Legend of Zelda: Ocarina of Time, Donkey Kong Country, Super Mario 64, Assassin's Creed ou encore Watch Dogs.

## Biographie

### Enfance et formation
Julien Bardakoff naît à Paris en 1974. Il entame des études de langues à Sorbonne Université et Université Paris Dauphine-PSL, mais les abandonne pour se rendre au Japon dans le cadre de son travail chez Nintendo.

### Carrière
Julien Bardakoff intègre Nintendo en 1995. D'abord « hotlineur » pour Nintendo France, il devient  traducteur pour la firme l'année suivante, à 22 ans. Sa première traduction est Terranigma sur Super Nintendo. Il traduit ensuite Donkey Kong Country 3 sur la même console, puis part au Japon chez Nintendo pour localiser les premiers jeux Nintendo 64 : Super Mario 64, Pilotwings 64 et Mario Kart 64. Bardakoff est également l'interprète de Luigi dans la version japonaise de ce dernier. Sa voix sera réutilisée dans certains jeux (Excitebike: Bun Bun Mario Battle, Mario Party, Mario Party 2, Mario Kart: Super Circuit) avant que Charles Martinet ne devienne sa voix régulière après l'avoir déjà remplacé dans le reste du monde en 1996 sur Mario Kart 64. Bardakoff est ensuite chargé de la traduction des noms des Pokémon de la première et deuxième génération en français,,,,,. Il quitte Nintendo en 2001, lorsque les bureaux européens de traduction de l'entreprise déménagent en Allemagne.
Bardakoff se voit ensuite proposer un poste chez Marathon Media, un studio d'animation français qui produit alors notamment Totally Spies!, Martin Mystère ou Marsupilami. Il y est chargé de l'écriture de la traduction, et d'encadrer le doublage de comédiens.
En 2005, il revient dans le milieu du jeu vidéo en freelance pour Ubisoft. Il est responsable de la traduction et de la direction vocale dans la version française de Mario + The Lapins Crétins: Sparks of Hope.

## Travaux[12]
- Donkey Kong Country 3: Dixie Kong's Double Trouble! : remerciements spéciaux
- Super Mario 64 : scénariste de texte (français)
- The Legend of Zelda: Ocarina of Time : textes français (aux côtés de Jean-Baptiste Fleury)
- Diddy Kong Racing : NOE Merci
- Donkey Kong Country : NOE France

### Adaptation

#### Jeux vidéo
- 1995 : Terranigma
- 1998 : Mario Party
- 1998 : The Legend of Zelda: Ocarina of Time
- 1999 : Mario Party 2
- 1999 : Super Smash Bros.
- 2018 : Assassin's Creed Odyssey
- 2020 : Assassin's Creed Valhalla
- 2022 : Mario + The Lapins Crétins: Sparks of Hope
- 2023 : Assassin's Creed Mirage
- 2024 : Skull and Bones

#### Série télévisée
- 2023 : Extraordinary

### Direction artistique (Doublage)
- 2022 : Mario + The Lapins Crétins: Sparks of Hope